# چیبا تسونه‌تانه
چیبا تسونه‌تانه، (به ژاپنی: 千葉常胤); نامشخص – ۲۸ آوریل ۱۲۰۱) یک سامورایی و گوزوکو در دوره هی‌آن بود. وی به درخواست میناموتو نو یوریتومو با خاندان تایرا وارد جنگ شد.